# District de Babu
Pour les articles homonymes, voir Babu.
Le district de Babu (八步区 ; pinyin : Bābù Qū) est une subdivision administrative de la région autonome du Guangxi en Chine. Il est placé sous la juridiction de la ville-préfecture de Hezhou.

## Démographie
La population du district était de 665 500 habitants en 2010.